# Garnisonskirche (Gniezno)
Die ehemalige evangelische Garnisonskirche (polnisch Kościół Garnizonowy w Gnieźnie) in Gniezno (Gnesen) geht auf einen durch Karl Friedrich Schinkel geprägten Entwurf zurück.
Die vorherige evangelische Kirche Gnesens musste 1820 wegen Baufälligkeit geschlossen werden.  Ein ursprünglicher Entwurf für einen Kirchenneubau wurde in der Oberbaudeputation durch Schinkel erheblich verändert, u. a. der Klassizismus zugunsten des Rundbogenstils zurückgenommen. Der Turm stellt eine Variante des Turms der Luisenkirche in Berlin-Charlottenburg dar. Der Bau wurde zwischen 1840 und 1842 errichtet und 1896 erweitert.
Die Kirchengemeinde gehörte zum Kirchenkreis Gnesen in der Kirchenprovinz Posen der evangelischen Landeskirche in Preußen. Während der Zweiten Polnischen Republik wurde die Kirche von der Unierten Evangelische Kirche in Polen genutzt, 1945 von der römisch-katholischen Kirche übernommen und der Jungfrau Maria, Königin von Polen geweiht.